# Сан-Теотониу
Сан-Теотониу (порт.  São Teotónio) - фрегезия (район) в муниципалитете Одемира округа Бежа в Португалии. Территория – 303,1 км². Население – 5019 жителей. Плотность населения – 16,6 чел/км².